# Porina

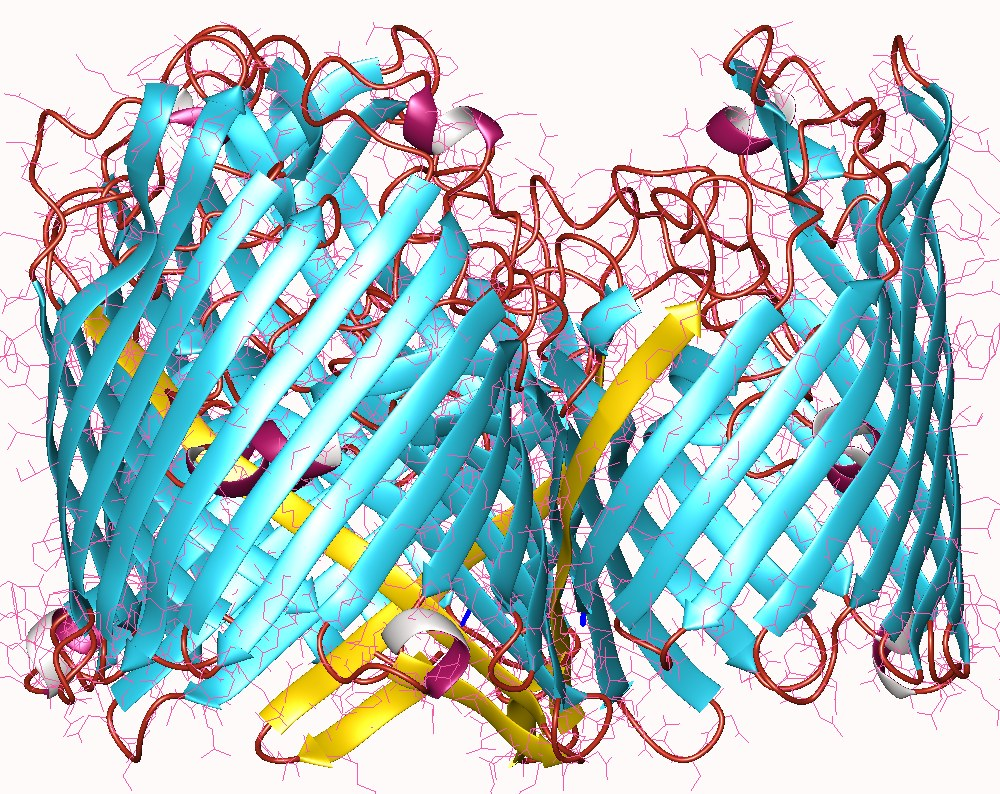
Matrix porina protein F trimer, E.Coli.

Le porine sono proteine transmembranose, organizzate in triplette, ciascuna subunità è formata da 16 domini in conformazione beta a disposizione antiparallela che danno origine ad una struttura cilindrica cava (un canale). Il canale consente la diffusione di molecole idrofile di peso molecolare < 600-700 Da (fosfati, disaccaridi, ecc.), mentre le molecole idrofobe (compresi alcuni antibiotici beta-lattamici, come ampicillina e cefalosporine) possono attraversare la componente lipidica della membrana esterna.